# Trent Sherfield
Trent Sherfield (Danville, 25 febbraio 1996) è un giocatore di football americano statunitense che milita nel ruolo di wide receiver per i Denver Broncos della National Football League (NFL). In precedenza aveva giocato a college football per i Vanderbilt Commodores.

## Carriera universitaria
Sherfield giocò nel college football a Nashville, con i Vanderbilt Commodores. Disputò 39 partite e finì la sua carriera universitaria con 136 ricezioni per 1.869 yard e 9 touchdown.

## Carriera professionistica
| Altezza                     | Peso  | Lunghezza del braccio | Portata della mano | Corsa 40 yard | Split 10 yard | Split 20 yard | Shuttle 20 yard | Three-cone drill | Salto Verticale | Salto in lungo da fermo | Panca          |
| --------------------------- | ----- | --------------------- | ------------------ | ------------- | ------------- | ------------- | --------------- | ---------------- | --------------- | ----------------------- | -------------- |
| 184 cm                      | 92 kg | 81 cm                 | 24 cm              | 4.45 s        | 1.57 s        | 2.53 s        | 4.20 s          | 6.90 s           | 83 cm           | 318 cm                  | 19 ripetizioni |
| Risultati della NFL Combine |       |                       |                    |               |               |               |                 |                  |                 |                         |                |

### Arizona Cardinals
Sherfield firmò con gli Arizona Cardinals come free agent il 9 maggio 2018, dal momento che non fu scelto da alcuna squadra nel Draft NFL 2018. Il 23 agosto 2018, durante una partita pre-campionato contro i Dallas Cowboys, riuscì a segnare un touchdown dovuto ad un punt bloccato. La settimana successiva, contro i Denver Broncos, ricevette due passaggi per 44 yard. Sherfield concluse la sua stagione da rookie con due partite da titolare, 19 ricezioni per 210 yard e un touchdown.
Concluse la stagione 2019 con 4 ricezioni per 80 yard e la stagione seguente con 5 ricezioni per 50 yard.

### San Francisco 49ers
Sherfield firmò un contratto annuale con i San Francisco 49ers il 19 marzo 2021. Dopo la sua prestazione pre-campionato di 5 ricezioni per 156 yard e un touchdown, Sherfield fu ufficialmente inserito nel roster dei 49ers. Terminò la stagione 2021 con  9 ricezioni per 87 yard e 1 touchdown.

### Miami Dolphins
Il 18 marzo 2022, Sherfield firmò un contratto annuale con i Miami Dolphins. Il 25 settembre 2022, durante una partita contro i Buffalo Bills, un punt fallito di Thomas Morstead rimbalzò sul posteriore di Sherfield e finì fuori dal campo di gioco risultando in una safety. Quest'azione divenne nota come il "Butt Punt", che divenne un meme sui social media. Nonostante ciò i Dolphins riuscirono a vincere la partita 21-19, e fu la prima vittoria dei Dolphins contro i Bills dalla stagione 2018.
La stagione 2022 fu la migliore per Sherfield, con 30 ricezioni per 417 yard e 2 touchdown.

### Buffalo Bills
Sherfield firmò un contratto annuale con i Buffalo Bills il 20 marzo 2023. Segnò il suo primo e unico touchdown con i Bills nel 18º turno, contro la sua squadra precedente, i Miami Dolphins. Nella stagione 2023 i Bills riuscirono a vincere il titolo della propria division. Sherfield concluse la stagione con 11 ricezioni per 86 yard e 1 touchdown.

### Minnesota Vikings
Il 14 marzo 2024, Sherfield firmò un contratto con i Minnesota Vikings.

### Denver Broncos
L'11 marzo 2025 Sherfield firmò un contratto biennale con i Denver Broncos, del valore di 8 milioni di dollari.